# Gelis notabilis
Gelis notabilis là một loài tò vò trong họ Ichneumonidae.